# Eo biển Hormuz
Eo biển Hormuz (tiếng Ba Tư: تنگه هرمز - Tangeh-ye Hormoz, tiếng Ả Rập: مضيق هرمز - Madīq Hurmuz) là con đường biển chiến lược quan trọng và hẹp, eo biển nằm giữa vịnh Oman phía đông nam và vịnh Ba Tư ở tây nam, nằm trên bờ biển phía bắc là Iran và trên bờ biển phía nam là Các Tiểu vương quốc Ả Rập Thống nhất và Musandam, một phần đất tách rời của Oman.
Eo biển tại chỗ hẹp nhất khoảng 34 km, tàu chở hàng đi qua đây chủ yếu là dầu thô xuất khẩu, có đến 40% lượng dầu mỏ của thế giới được chuyên chở qua con đường này, do đó nó là một vị trí kiểm soát quan trọng.

## Ảnh

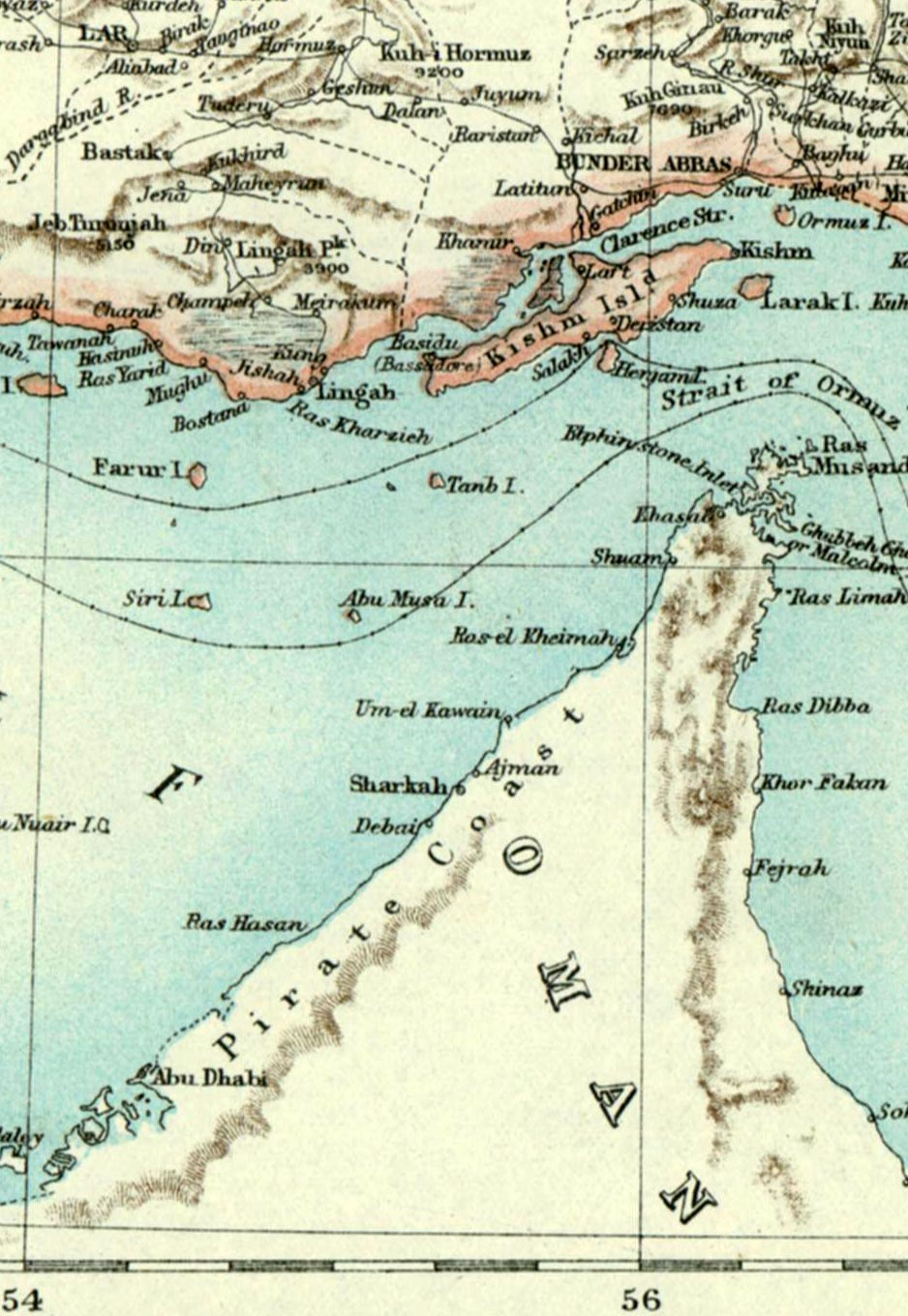
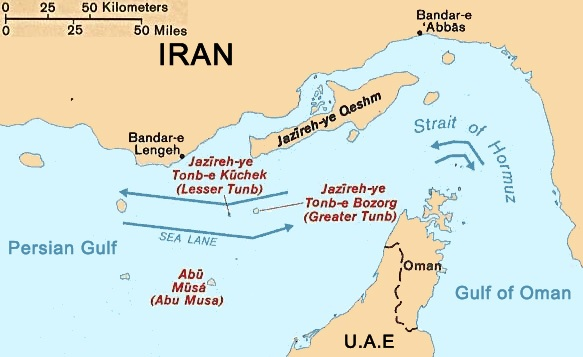
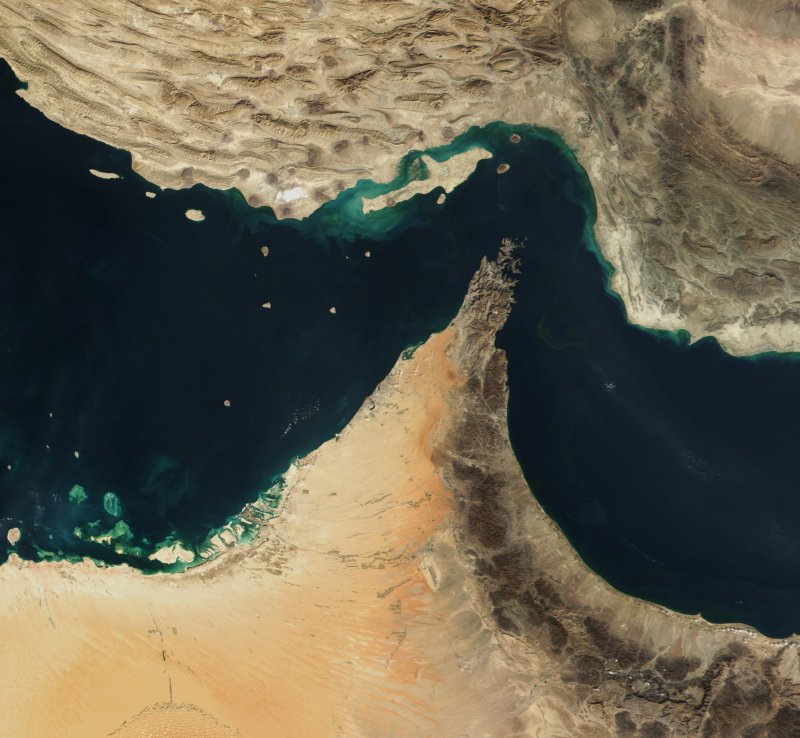